# Пряхина, Зоя Кузьминична
Зоя Кузьминична Пряхина (4 ноября 1927 — 5 декабря 1994) — передовик советского народного просвещения, учитель Мокроусской средней школы, Фёдоровский район Саратовской области, Герой Социалистического Труда (1978).

## Биография
Родилась в 1927 году в селе Романовка, ныне Фёдоровского района Саратовской области в русской семье. Отец работал учётчиком в бригаде, рано умер от туберкулёза. Мать трудилась дояркой. В семье воспитывалось семеро детей. С 1935 года обучалась в Романовской средней школе.
В годы Великой Отечественной войны пришлось работать. Она и пахала, и сеяла, убирала солому в стога, возила зерно на элеватор, работала учётчицей. В 1945 году завершила обучение в школе. Как лучшую ученицу, её направили работать учителем начальных классов в Калдинскую семилетнюю школу.
С 1946 по 1948 год проходила обучение педагогике в Учительском институте в городе Саратове. С 1948 года начала трудовую деятельность учителем в селе Ивановка Фёдоровского района. В 1951 году была направлена работать заведующей педагогическим кабинетом в отдел народного образования, одновременно преподавала в Мокроусской средней школе.
С 1951 года заочно обучалась в Саратовском педагогическом институте. Завершила обучение в 1955 году. С 1959 по 1986 год работала в Мокроусской школе учителем русского языка и литературы. Являлась умелым и грамотным педагогом, в совершенстве владеющим предметами. Много лет в школе работал литературно-драматический кружок под её руководством.
Указом Президиума Верховного Совета СССР от 27 июня 1978 года за большие заслуги в деле обучения и коммунистического воспитания учащихся Зое Кузьминичне Пряхиной было присвоено звание Героя Социалистического Труда с вручением ордена Ленина и медали «Серп и Молот».
Избиралась депутатом Фёдоровского районного Совета, с 1980 по 1982 год — депутатом Саратовского областного Совета народных депутатов. Член областного комитета профсоюзов работников просвещения.
Проживала в посёлке Мокроус. Умерла 5 декабря 1994 года. Похоронена на Старом поселковом кладбище.

## Награды
За трудовые успехи была удостоена:
- золотая звезда «Серп и Молот» (27.06.1978)
- орден Ленина (27.06.1978)
- Орден Трудового Красного Знамени (20.07.1971)
- Заслуженный учитель школы РСФСР (07.10.1959)
- Отличник народного просвещения РСФСР
- другие медали.

## Память
- 8 февраля 1996 года на стенах Мокроусской школы № 1, где трудилась учитель, установлена мемориальная доска.
- 5 декабря 2019 года Мокроусской средней школе № 1 присвоено имя З. К. Пряхиной[3].